# Baie de la Possession (La Réunion)
Pour les articles homonymes, voir Baie de la Possession.

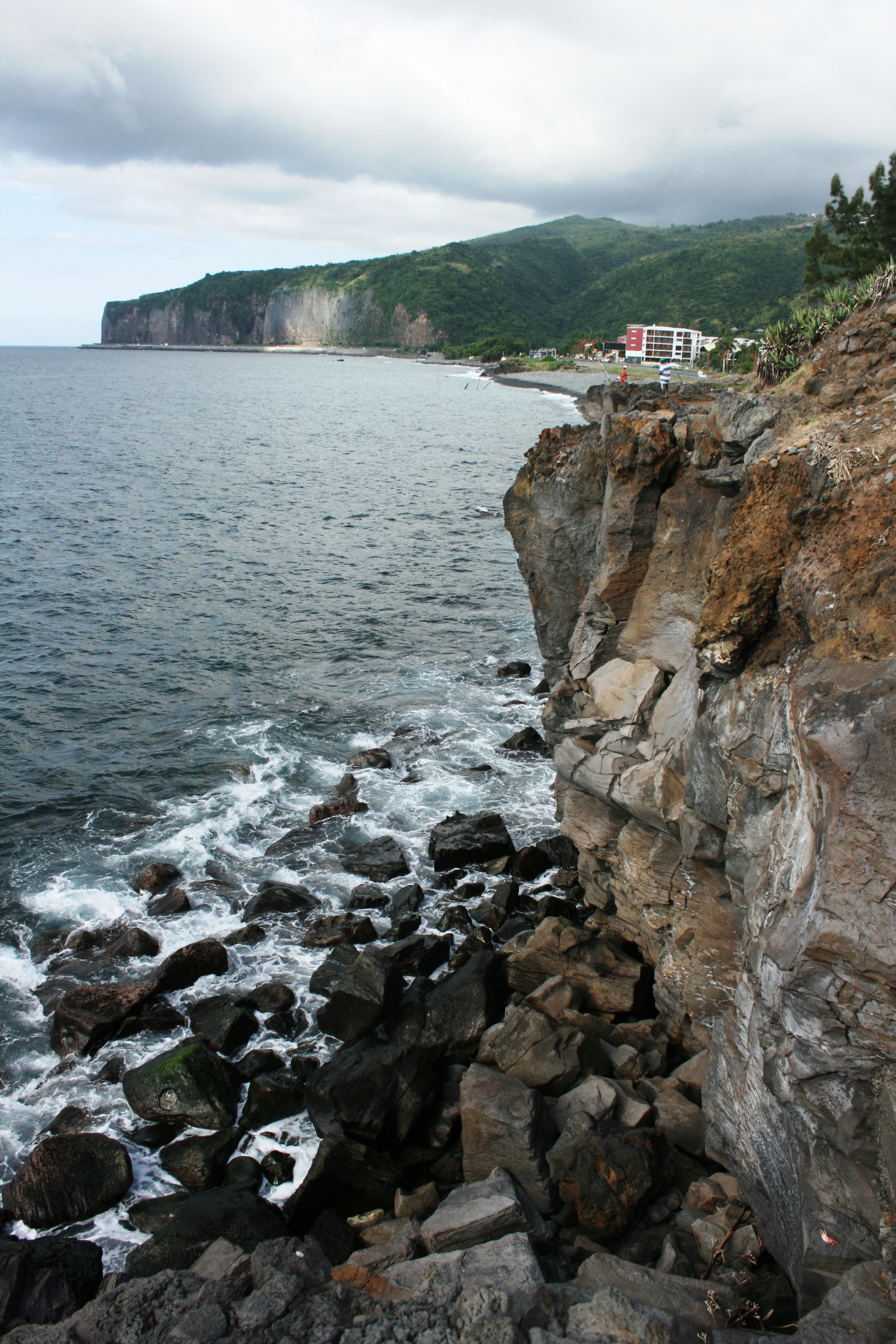
Vue de la baie de la Possession en 2009.

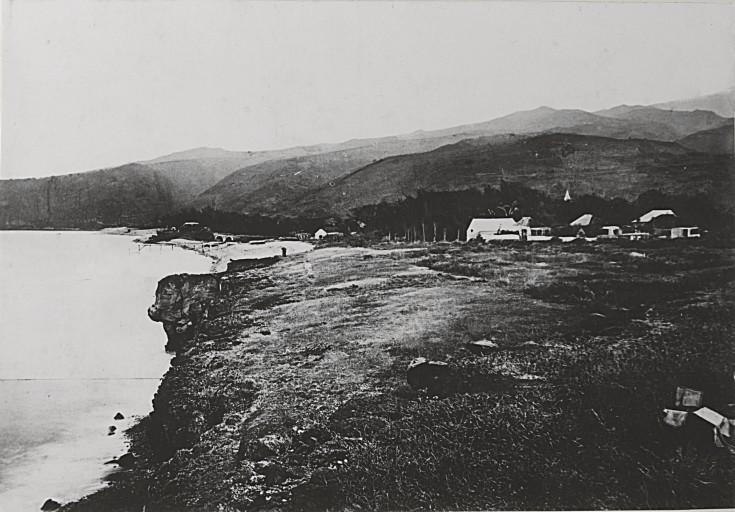
Vue de la baie de la Possession en 1889.

La baie de la Possession est une baie de l'océan Indien formée par le littoral nord-ouest de l'île de La Réunion, département et région d'outre-mer français. Elle abrite l'un des deux bassins du grand port maritime de La Réunion.